# Condado de Wibaux
El condado de Wibaux (en inglés, Wibaux County) es un condado del estado de Montana. Tiene una población estimada, a mediados de 2021, de 934 habitantes.
La sede del condado es Wibaux.

## Geografía
Según la Oficina del Censo, el condado tiene un área total de 2306 km², de la cual 2304 km² son tierra y 2 km² son agua.

### Condados adyacentes
- Condado de Richland - norte
- Condado de Dawson - noroeste
- Condado de Prairie - oeste
- Condado de Fallon - sur
- Condado de Golden Valley, Dakota del Norte - este
- Condado de McKenzie, Dakota del Norte - noreste

## Carreteras
- Interestatal 94
- U.S. Highway 10 (antigua)
- Carretera Estatal de Montana 7
- Carretera Estatal de Montana 261

## Demografía
En el 2000, los ingresos promedio de los hogares del condado eran de $28,224 y los ingresos promedio de las familias eran de $34,265. Los hombres tenían ingresos per cápita de $22,750 frente a los $18,667 que percibían las mujeres. Los ingresos per cápita para el condado eran de $16,121. Alrededor del 15.30% de la población estaba bajo el umbral de pobreza nacional.
De acuerdo con la estimación 2017-2021 de la Oficina del Censo, los ingresos promedio de los hogares del condado son de $49,000 y los ingresos promedio de las familias son de $87,292. Alrededor del 12.6% de la población está bajo el umbral de pobreza nacional.

## Comunidades

### Pueblo
- Wibaux

### Comunidad no incorporada
- Yates